# Diệp Minh Tuyền
Diệp Minh Tuyền (1941 - 1997) là một nhà thơ nhưng hầu hết lại được biết như là một nhạc sĩ Việt Nam. Hầu hết các sáng tác của ông thuộc dòng nhạc đỏ, được biết tới nhiều hơn cả là bài Hát mãi khúc quân hành, nhưng Diệp Minh Tuyền còn là tác giả của ca khúc Tình cờ, một ca khúc trữ tình được giới trẻ yêu thích.

## Tiểu sử
Diệp Minh Tuyền sinh ngày 18 tháng 8 năm 1941 tại thành phố Mỹ Tho (lúc bấy giờ gọi là thị xã Mỹ Tho thuộc tỉnh Mỹ Tho), trong một gia đình trí thức yêu nước. Cha ông từng là thủ lĩnh của Thanh niên tỉnh Mỹ Tho thời kháng chiến chống Pháp. Năm 6 tuổi, Diệp Minh Tuyền theo cha mẹ tản cư lên Sài Gòn.
Mê nhạc từ nhỏ, ngày bé ông được mẹ dạy chơi đàn mandolin. Năm 1950, Diệp Minh Tuyền theo mẹ vào chiến khu Đồng Tháp Mười và đã tham gia biểu diễn trong các cuộc văn nghệ của đơn vị mẹ ông. Từ thời kỳ đó, ông bắt đầu ảnh hưởng bởi những ca khúc kháng chiến của các nhạc sĩ như Văn Cao, Lưu Hữu Phước...
Năm 1952, Diệp Minh Tuyền theo cha về Phân liên khu miền Tây ở rừng U Minh. Ông theo học tại trường tiểu học kháng chiến xã Biển Bạch và tham gia đội văn nghệ của nhà trường. Ông cũng tham gia phụ việc làm nhân viên ấn loát thuộc Phòng Chính trị Bộ tư lệnh miền Tây Nam Bộ. Cũng ở đây, Diệp Minh Tuyền có được gặp gỡ nghệ sĩ Quốc Hương.
Năm 1954 Diệp Minh Tuyền tập kết ra Bắc. Ông học ở trường học sinh miền Nam và tham gia ban văn nghệ trường Học sinh miền Nam số 14, một ban văn nghệ khá nổi tiếng ở Hải Phòng. Thời gian này ông viết ca khúc đầu tay Em bé miền Nam, rồi tiếp theo đến Chiều Hạ Long.
Mặc dù dự định thi vào trường Âm nhạc Việt Nam, nhưng nghe lời của cha, năm 1961 ông thi vào Đại học Tổng hợp Văn. Ông tiếp tục chơi nhạc và làm thơ, năm 1962, bài thơ đầu tiên của ông được đăng trên số Xuân của báo Phụ nữ. Từ 1965 đến 1968, ông về làm việc ở tổ lý luận phê bình Viện Văn học Việt Nam. Thơ của ông được nhiều người phổ nhạc như bài "Con đường có lá me bay", "Mùa chim én bay" (được Hoàng Hiệp phổ nhạc), "Màu cờ tôi yêu" (được Phạm Tuyên phổ nhạc)... Ông đã xuất bản được 6 tập thơ.
Sau năm 1975, Diệp Minh Tuyền công tác tại Hội Văn học Nghệ thuật Thành phố Hồ Chí Minh. Năm 1978, ca khúc Tình biển của ông được nhiều người biết đến qua tiếng hát Nhã Phương. Khi chiến tranh Tây Nam bùng nổ năm 1979, Diệp Minh Tuyền viết Bài ca tạm biệt, tiếp theo Bài ca người lính, Nếu em là bờ xa, Bài ca thành phố ban chiều, Giã từ cành phượng vĩ... Và đặc biệt là Hát mãi khúc quân hành được giải Nhất cuộc thi viết về lực lượng vũ trang năm 1984. Khoảng cuối thập niên 1990, ca khúc Tình cờ của ông được giới trẻ yêu thích qua tiếng hát ca sĩ Phương Thanh.
Diệp Minh Tuyền từng giữ chức Phó Tổng thư ký Hội Âm nhạc Thành phố Hồ Chí Minh kiêm Tổng biên tập Tạp chí Sóng nhạc. Ông còn là hội viên Hội Nhà văn Việt Nam, Hội viên Hội Nhà báo Việt Nam, Ủy viên Ban Chấp hành Hội Nhà văn Thành phố Hồ Chí Minh. Ông còn được nhiều giải thưởng âm nhạc của Thành phố Hồ Chí Minh và là tác giả nhiều bài phê bình âm nhạc, văn hoá.
Ông mất ngày 21 tháng 11 năm 1997 tại Thành phố Hồ Chí Minh do bị tai biến mạch máu não.

## Một số tác phẩm
Tuyển tập thơ
- Mùa nước nổi - 1972 -Nhà xuất bản Giải phóng.
- Đêm châu Thổ - 1976 - Nhà xuất bản Văn học Giải phóng
- Ngây thơ - 1979.
- Con đường có lá me bay - 1987 - Nhà xuất bản Văn nghệ Thành phố Hồ Chí Minh
- Hòa âm đỏ - 1998 - Nhà xuất bản Văn học.

Tuyển tập nhạc
- 6 bài hát Diệp Minh Tuyền - 1986 - Nhà xuất bản Văn nghệ Thành phố Hồ Chí Minh
- Cánh hoa lưu ly - 1993 Nhà xuất bản Văn nghệ Thành phố Hồ Chí Minh
- 11 ca khúc Diệp Minh Tuyền - 1996 Dihavina.

Album nhạc
- Cánh hoa lưu ly - 1995 - Bến Thành Audio-video.
- Chỉ một mình em - 1996 - Dihavina.

Nhạc thiếu nhi
- Chi chi chành chành
- Đi xe lửa
- Nhà trẻ của em
- Vuốt nổ
- Hạt gạo con ai? (thơ Trần Mạnh Hảo)